# كريستيان غارسيا (لاعب كرة قدم)
كريستيان غارسيا (بالإسبانية: Cristian García Gonzales)‏ (2 مارس 1981 بليما في بيرو - ) هو لاعب كرة قدم بيروفي في مركز الظهير. لعب مع أليانزا ليما وسيينسيانو وديبورتيفو مانيسيبال ‏ وAlianza Atlético ‏ وCusco FC ‏ ونادي ميلغار أريكيبا ونادي خوسيه جالفيز ‏ وسبورت أنكاش وTotal Chalaco ‏.

## وصلات خارجية
- كريستيان غارسيا على موقع قاعدة بيانات كرة القدم.إي يو (الإنجليزية)